# Volovska žaba
Volovska žaba (znanstveno ime Lithobates catesbeianus, angleško American Bullfrog ali samo Bullfrog) je vrsta dvoživke iz družine pravih žab, izvorno razširjena po večjem delu vzhodne Severne Amerike. Je ena največjih žab na svetu, saj samice zrastejo prek 20 cm v dolžino in tehtajo do pol kilograma, samci so nekoliko manjši. So olivne, zelene ali rjavkaste barve s temnimi lisami po hrbtu in nogah, glava pa je svetlejše zelene barve. Posebej izstopajoč je velik bobnič za očesom, ki je tako velik kot oko, pri spolno zrelih samcih pa se s staranjem poveča na nekajkratno velikost očesa. Hkrati se jim razvije rumena obarvanost grla in brade.
Povečani bobniči samcev sodelujejo pri oglašanju. To je glasno, globoko in spominja na mukanje goveda, po čemer je ta vrsta tudi dobila ljudsko ime. V obdobju parjenja se samci združujejo v skupine (»leke«) in z oglašanjem privabljajo godne samice. Starejše samice odložijo po več desettisoč jajčec v mrestu, ki lahko ima več kot meter premera. Nekaj dni kasneje se izležejo paglavci. Ti zaključijo razvoj v enem do štirih letih in prav tako zrastejo ogromni, do 15 cm z repom vred ter trupom velikosti žogice za golf.

## Ekologija in razširjenost
Odrasle živali požrejo vse, kar lahko ujamejo in pogoltnejo, vključno z manjšimi predstavniki lastne vrste, paglavci pa obžirajo alge in pobirajo manjše plavajoče delce organskih snovi iz vode. Ker traja razvoj več let, mora biti vodno telo stalno, da se lahko razmnožujejo v njem. Vsaj nekaj mesecev na leto mora biti voda toplejša od 17 ºC, da lahko preživijo, za razmnoževanje pa mora temperatura vode preseči 25 ºC. Prezimijo lahko osebki vseh starosti. Paglavci so neužitni za številne plenilce.
Izvorno območje razširjenosti sega od Nove Škotske na severu do karibske obale Mehike na jugu, proti zahodu pa do obronkov Skalnega gorovja. V poznem 19. stoletju pa so jo začeli ljudje načrtno gojiti drugod po svetu za prehrano. Zato so jo naselili najprej po zahodu celine (vključno s Havaji), nato pa tudi v Južni Ameriki, Zahodni Evropi in na Kitajskem. Poleg tega so jih izpuščali za popestritev ribnikov. Ker jih je težavno zadržati in ker so tako prilagodljive, so ušle iz gojilnic in se ustalile v mnogih deželah izven naravnega območja.
Kjer so jo umetno vnesli ljudje, izriva druge vrste dvoživk iz njihovega naravnega okolja, saj je ogromen, požrešen in neizbirčen plenilec, ki poleg ostalega tudi neposredno pleni druge dvoživke, želve in kače. Tudi paglavci lahko zaradi svoje velikosti negativno vplivajo na strukturo življenjske združbe pod vodo, četudi le obžirajo alge. Paglavci so verjetno odgovorni za razširjanje dvoživkam smrtonosne patogene glive Batrachochytrium dendrobatidis, ki povzroča hitridiomikozo, a sami ne zbolijo. Zaradi ogrožanja avtohtone favne dvoživk v mnogih delih sveta je po kriterijih Svetovne zveze za varstvo narave ena stotih najnevarnejših invazivnih vrst na svetu.
V Sloveniji je bila prisotnost prvič potrjena leta 2014, ko so člani Herpetološkega društva Slovenije ob sistematičnem terenskem popisu dvoživk opuščenih glinokopov v Fiesi ob obali slišali oglašanje samca. En samec se je jeseni naslednje leto ujeli v vršo. Žabo so poimenovali Pončo, zdaj je v oskrbi ljubljanskega živalskega vrta.